# Садыков, Союн Касумович
Союн Касумович Садыков (Союн Касум оглы Садыков, род. 5 марта 1960, Гардабани) — российский государственный, общественный и политический деятель, кандидат экономических наук и бизнесмен. Мастер спорта, чемпион СССР и призёр чемпионатов Европы по самбо. Входил в состав различных советов по межнациональным отношениям при правительстве и президенте Российской Федерации, возглавлял Федеральную национально-культурную автономию азербайджанцев России (ФНКА АЗЕРРОС). Президент «Центра моделирования стратегического развития» и доверенное лицо президента России Владимира Владимировича Путина на президентских выборах 2012 года. С 1996 по 2015 год был представителем Российской Федерации по вопросам национальных меньшинств в Европарламенте, ПАСЕ и ЮНЕСКО. Почётный архитектор Российской Федерации.

## Предки
Фамилия Садыков распространено у народов исповедующих ислам. Садик (араб. صادق‎) — мужское имя арабского происхождения, в переводе с арабского означает правдивый, справедливый. Предки Садыкова по отцовский линия переехали в Гардабани в 1567 году из Персии. По материнской линии переселились в Тбилиси из города Кербела в Ираке и из Иерусалима в 1798 году.

## Биография
Союн Садыков родился в 1960 году в городе Гардабани, Грузинская ССР. Отец Касум Союн оглы Садыков (род. 1933) был инженером. Мать Синаханум Гусейнгулу кызы Садыкова (Кялбиева) (род. 1936) — домохозяйка. У Союна было два брата и три сестры. Так как отец умер в 1972 году, мать воспитывала шестерых детей в одиночку. С 1967 по 1977 год учился в средней школе Гардабани, где начал заниматься самбо. После окончания школы по линии сборной СССР переехал в Москву. Чемпион Советского Союза по самбо 1978 года, призёр чемпионатов Европы в 1979 и 1980 годах. С 1978 по 1980 год проходил службу в рядах Советской армии. В звании старшины был заместителем командира взвода Спортивной роты Внутренних войск. В 1980 году окончил Высшую краснознамённую школу КГБ имени Ф. Э. Дзержинского. В 1980—1981 годах работал в органах Комитета государственной безопасности СССР. В 1981 году поступил в ХРУ-1[уточнить] при КГБ СССР. 1981—2000 годах — мастер участка, прораб, начальник строительного управления № 210 при КГБ СССР, управляющий строительным трестом. В 1984 году окончил Московский авиационно-технический институт имени К. Э. Циолковского. В 1990 году окончил факультет экономики Московский институт управления имени Серго Орджоникидзе, кандидат экономических наук. Генеральный директор строительной компании «Мосреконструкция». С 1993 по 1994 год был директором Трейтрестбанка, 1994 по 2001 год — президент банка «Мосжилстройбанк». Во время двух чеченских войн, активно действовал против вербовки азербайджанцев в ряды чеченских боевиков. С 1999 по 2012 год был экспертом Политической экспертной сети Кремль. Орг В 1999 году была создана Федеральная национально-культурная автономия азербайджанцев России (ФНКА АЗЕРРОС), которую в 2000 году возглавил Садыков. В том же году он окончил юридический факультет Санкт-Петербургского университета МВД России. Учредил всероссийскую газету «АзерРос» и газету «Я-гражданин». 19 июля 2002 года был переизбран президентом Федеральной национально-культурной автономии азербайджанцев России. В 2005 С году Международным благотворительным фондом «Меценат столетия» был награждён золотым знаком «Почётный Меценат и Благотворитель».
18 марта 2005 года на Садыкова было совершено покушение. Автомобиль, в котором он ехал, был обстрелян из автомата на Хавской улице в Москве. В покушении обвинялся главный режиссёр ГЦКЗ Россия Валерий Жак, а также Игорь Данилов и Сергей Коряковский.
29 апреля 2008 года Садыков организовал проведение круглого стола между представителями организаций национальных меньшинств России и русских националистических организаций. В 2009 в Москве и в 2012 в Тбилиси, проводил круглые столы, направленные на сближение России и Грузии. В 2009 году Садыков подал иск против Жириновского, с требованием снять с тиража книгу «Последний бросок на юг» и принести через СМИ извинения азербайджанскому народу. Жириновский был вынужден принести письменные извинения азербайджанцам. Член общественного Совета при Минрегионразвития.
В 2012 году стал доверенным лицом Владимира Путина во время его предвыборной кампании, а после его победы вошёл в состав Совета по межнациональным отношениям при президенте РФ. Является автором административной реформы по укрупнению регионов Российской Федерации. Боролся за права эмигрантов и национальных меньшинств. 25 января 2013 года на V съезде Федеральной национально-культурной автономии азербайджанцев России был избран почётным президентом этой организации. В феврале 2013 года организовал создание партии «Борджалы» в Грузии. Основная цель партии состояла в защите прав азербайджанцев в Грузии, а также в том, чтобы добиться автономии Квемо-Картли.
С 2014 года работает с представителями крымскотатарского народа на Украине и в Турции. С его помощью в Крыму была создана пророссийская организация крымских татар. В столице Турции Анкаре был создан фонд «Развитии Крыма». В декабре 2014 года предложил провести в Москве Всемирный съезд крымских татар.
Выступил в поддержку проведения военной операции России в Сирии. Немалая заслуга Садыкова в деле примирения России и Турции после конфликта по сбитому в Турции российскому самолёту.
По данным украинских СМИ Садыков курирует вопросы венгерского, польского сепаратизма на Закарпатье и Львове. В феврале 2018 года предоставил в Кремль закрытый доклад о состоянии дел на Украине. Садыков предложил президенту Украины Владимиру Зеленскому начать процесс примирения с Россией.
Возглавляет АНО «Центр моделирования стратегического развития», который занимается геополитическими исследованиями. Помогает Совету ветеранов войны и труда Даниловского района ЮАО Москвы, русской общине Азербайджана, русскоязычной школе в городе Гянджа в Азербайджане. Евразиец, является сторонником объединения бывших советских республик вокруг России, выступает за создание Евразийского союза из постсоветских стран, Турции и Ирана со столицей в города Астрахани. Инициатор строительства новой столицы Крыма Путинграда.

## Спорт
Мастер спорта СССР, чемпион СССР по самбо 1978 года, призёр чемпионатов Европы по самбо в 1979 и 1980 годах. Получив серьёзную травму, был вынужден уйти из большого спорта. С 2005 года — вице-президент федерации по боевому самбо России.

## Семья
Садыков был женат три раза. У его шесть детей и семь внуков.

## Награды
- Медаль «Прогресс» (13 марта 2006 года, Азербайджан) — за свою деятельность в области солидарности азербайджанцев мира[44]
- Медаль «В память 300-летия Санкт-Петербурга»
- Медаль «За верность долгу и Отечеству» от Ассоциации ветеранов десантных войск за многолетнюю помощь ветеранам войны (2008 год)[45]
- Почётный строитель России